# William Harvey
William Harvey (ur. 1 kwietnia 1578, zm. 3 czerwca 1657 w Roehampton, Surrey) – angielski anatom.

## Życiorys
W latach 1593–1600 studiował w Gonville and Caius College na University of Cambridge. W 1602 roku uzyskał dyplom lekarza na Uniwersytecie Padewskim . Następnie został profesorem anatomii i fizjologii w Królewskiej Szkole Medycyny w Londynie oraz lekarzem przybocznym króla Jakuba I, a potem Karola I. Przez prawie 20 lat prowadził badania na zwierzętach. Odkrył, że serce działa jak pompa ssąco-tłocząca i powoduje nieustające krążenie krwi w naczyniach, z którymi tworzy układ zamknięty. W 1628 roku wydał dzieło na ten temat. Kolejna publikacja, z 1651 roku, traktowała o nieistnieniu samorództwa, głosząc zasadę omne vivum ex ovo (wszystko żywe z jaja). Stał się jedną z czołowych postaci rewolucji naukowej.

## Prace
- Exercitatio anatomica de motu cordis et sanguinis in animalibus. Frankfurt: Wilhelm Fitzer, 1628.